# Ноктурна
Ноктурна — детективний фільм 2007 року.

## Сюжет
Хто з нас в дитинстві чогось не боявся? Ось так і для Тіма, світло зірок є єдиними ліками проти страху перед темрявою що породжує ніч. Одного разу, вночі, Тім помічає, що його улюблена зірка, Адара, зникла. І на жаль, вона не єдина зірка що зникла. На Даху Дитячого Будинку, в якому живе Тім, він зустрічає Котячого Пастуха. Тім переконує Котячого Пастуха відвести його до Моко, який керує усім що відбувається вночі. Але вони навіть уявити не могли, куди приведе їх ця подорож, та яка страшна загроза нависла над Ноктурною (Nocturna перекладається як Ніч) Мультфільм прийдеться до вподоби як дітям, так і дорослим, адже у ньому чітко зображається внутрішня боротьба людини зі своїми страхами.